# Ramiro Degregorio
Ramiro Matías Degregorio (Avellaneda, 6 febbraio 2003) è un calciatore argentino, attaccante del Racing Club.

## Carriera
Cresciuto nel settore giovanile del Racing Club, ha debuttato in prima squadra il 25 aprile 2023 nell'incontro di Primera División perso 3-1 contro l'Atl. Tucumán. Il 26 marzo del 2024 ha firmato il suo primo contratto professionistico.

## Statistiche

### Presenze e reti nei club
Statistiche aggiornate al 14 aprile 2025.
| Stagione        | Squadra         | Campionato      | Campionato | Campionato | Coppe nazionali | Coppe nazionali | Coppe nazionali | Coppe continentali | Coppe continentali | Coppe continentali | Altre coppe | Altre coppe | Altre coppe | Totale | Totale | Totale |
| Stagione        | Squadra         | Comp            | Pres       | Reti       | Comp            | Pres            | Reti            | Comp               | Pres               | Reti               | Comp        | Pres        | Reti        | Pres   | Reti   |        |
| --------------- | --------------- | --------------- | ---------- | ---------- | --------------- | --------------- | --------------- | ------------------ | ------------------ | ------------------ | ----------- | ----------- | ----------- | ------ | ------ | ------ |
| 2023            | Racing Club     | PD              | 1          | 0          | CA+CdL          | 0               | 0               | CL                 | -                  | -                  | -           | -           | -           | 1      | 0      |        |
| 2024            | Racing Club     | PD              | 1          | 0          | CA+CdL          | 0               | 0               | CS                 | -                  | -                  | -           | -           | -           | 1      | 0      |        |
| 2025            | Racing Club     | PD              | 5          | 0          | CA              | 1               | 0               | CL                 | 0                  | 0                  | RS          | 0           | 0           | 6      | 0      |        |
| Totale carriera | Totale carriera | Totale carriera | 7          | 0          |                 | 1               | 0               |                    | 0                  | 0                  |             | 0           | 0           | 8      | 0      |        |

## Palmarès

### Club

#### Competizioni internazionali
- Recopa Sudamericana: 1

Racing Club: 2025